# ベッサラビア県

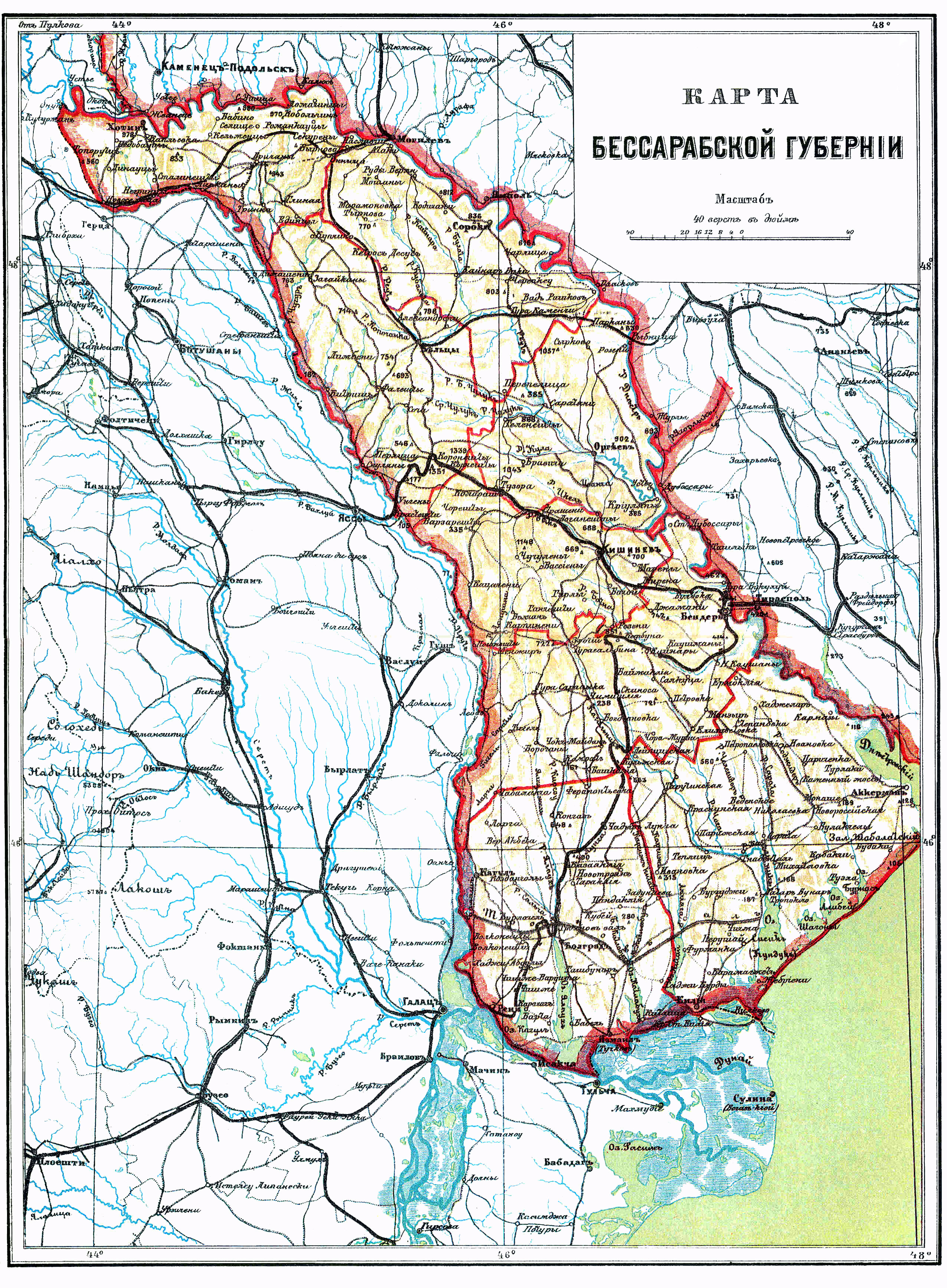
ベッサラビア県の地図

ベッサラビア県（ロシア語: Бессарабская губерния）はロシア帝国の県の一つ。現在のモルドヴァ（ベッサラビア）の地域に相当する。県庁所在地はキシナウ。

## 歴史
元々この場所はモルダビア公国の中で最も荒廃した地方であったが露土戦争により1812年、ブカレスト条約に基づきオスマン帝国はモルダビア公国の領地の半分である東側地方を帝政ロシアへ割譲することになった。そして併合されたこの地方はベッサラビアと呼ばれることになる。
ロシアへ併合された当該区域は急速に発展を遂げていく。併合後、1814年にドイツ人入植者が訪れ、主に南部に定住。またブルガリア人も同地域に定住し、ボルグラードなどの町が立ち上げられた。
一方でキシナウとホトィンの正教会司祭ガヴリル・バヌレスク・ボドニが率いる地元の有力者たちは公国の法律に基づく形で区域の創生を図る目的から、自治と民主政権の設立を申請。それにより地方行政においてルーマニア語とロシア語の両方が使用可能な自治区域が1818年に設立されることとなった。
1856年にクリミア戦争が終結し、パリ条約が締結されると、ベッサラビア南部（後のブジャク）に当たる地域2ヶ所がモルダビア公国へ返還。そこから県庁所在地となるキシナウを含む多くの地域が国境地帯として管轄され、一つの大きな県が完成する。ベッサラビア県は主に農地として統治されることになったが、県庁キシナウには新たな街を設けることが決まり都市計画が始動。大聖堂を始め、行政施設，兵舎，製造所といった重要な部署や建築物等が建設されてロシア式の都市が創られて行き、旧モルダビア公国地域から穀物・木材を輸出のためにオデッサの港へ運送する専用鉄道が設置されるなど区域の開発が進んで行った。しかし、県として本格的に機能し始めたのは1873年からである。
1903年4月6日、キシナウでポグロムが行われ、これによって同県在住のユダヤ人が47人（あるいは49人）殺され、92人は負傷。加えて約700軒の住宅が破壊される事態となった。やがて1917年のロシア革命後、ルーマニア人民族主義者の活動がベッサラビアにおいて進展し始めることとなる。同年10月のロシア革命の混乱が広がると同県に評議会（Sfatul Ţării）が設立され、120人が同県から、10人がトランスニストリアから選出された。

## 下位区分・人口
20世紀初頭のベッサラビア県には以下の8郡（ウエズド）が属していた。
| 郡 | 行政中心地   | 面積（露里²） | 郷全域人口（人） | 行政中心地人口（人） |
| --- | ------------ | ------------- | ---------------- | -------------------- |
| 県全体 | ベッサラビア | 40,096.6      | 1,935,412        | 224,931              |
| アッケルマン郡(ru) | アッケルマン | 7,282.7       | 28,258           | 28,258               |
| バルツィ郡(ru) | バルツィ     | 4,871.0       | 211,448          | 1,847                |
| ベンデル郡(ru) | ベンデル     | 5,398.5       | 194,915          | 31,779               |
| イズマエル郡(ru) | イズマエル   | 8,128.0       | 244,274          | 22,295               |
| キシナウ郡(ru) | キシナウ     | 3271.0        | 279,657          | 108,483              |
| オルヘイ郡(ru) | オルゲイ     | 3632.0        | 213,478          | 12,336               |
| ソロカ郡(ru) | ソロカ       | 4010.7        | 218,861          | 1,535                |
| ホトィン郡(ru) | ホトィン     | 3501.9        | 307,532          | 18,398               |
| [註] ・郡名はロシア語ならびウクライナ語とルーマニア語に基づく。 ・面積は平方ベルスタ（露里）。1ベルスタ = 約1067メートル ・人口は1897年の統計による。 ・斜体は県内における行政中心地の総数。 |              |               |                  |                      |

| 郡             | モルドバ人 | ブルガリア人 | ドイツ人 | ウクライナ人 | ロシア人 | ポーランド人 | ユダヤ人 | ガガウズ人 |
| -------------- | ---------- | ------------ | -------- | ------------ | -------- | ------------ | -------- | ---------- |
| 県全体         | 47.6％     | 5.3％        | 3.1％    | 19.6％       | 8％      | 1.3％        | 11.8％   | 2.9％      |
| アッケルマン郡 | 16.4％     | 21.3％       | 16.4％   | 26.7 ％      | 9.6％    | —            | 4.6％    | 3.9％      |
| バルツィ郡     | 66.3 ％    | —            | 1.0％    | 11.4％       | 6.7％    | —            | 12.9％   | —          |
| ベンデル郡     | 45.1 ％    | 7.6％        | 2.9％    | 10.8％       | 9.5％    | —            | 8.5％    | 14.1％     |
| イズマエル郡   | 39.1 ％    | 12.5％       | 2.0％    | 19.6％       | 12.4％   | —            | 4.8％    | 7.3％      |
| キシナウ郡     | 62.9 ％    | —            | —        | 1.9％        | 11.9％   | 1.3％        | 19.5％   | —          |
| オルヘイ郡     | 77.9 ％    | —            | —        | 5.6％        | 2.7％    | —            | 12.5％   | —          |
| ソロカ郡       | 63.2 ％    | —            | —        | 16.0％       | 4.8％    | —            | 14.2％   | —          |
| ホトィン郡     | 23.8％     | —            | —        | 53.2 ％      | 5.8％    | —            | 15.6％   | —          |